# Macchia di Albany
La macchia di Albany è un'ecoregione dell'ecozona afrotropicale, definita dal WWF (codice ecoregione: AT1201), situata nel sud del Sudafrica e concentrata attorno alla regione di Albany della Provincia del Capo Orientale (dalla quale la regione trae il nome).

## Territorio
La macchia cresce sui terreni sabbiosi ben drenati delle ampie vallate del Great Fish River, del Sundays River e del Gamtoos nella Provincia del Capo Orientale e, più a nord-ovest, nelle vallate della Cintura di pieghe del Capo. La macchia è vulnerabile agli incendi e al pascolo e di conseguenza è sempre stata ristretta alle anguste valli dei fiumi, più riparate rispetto alle aperte pianure.
Il clima è arido, specialmente man mano che si procede verso l'interno, ma le valli all'ombra sono più fresche dei terreni circostanti, che sono caldi in estate, freddi in inverno e ricevono piogge irregolari.

## Flora

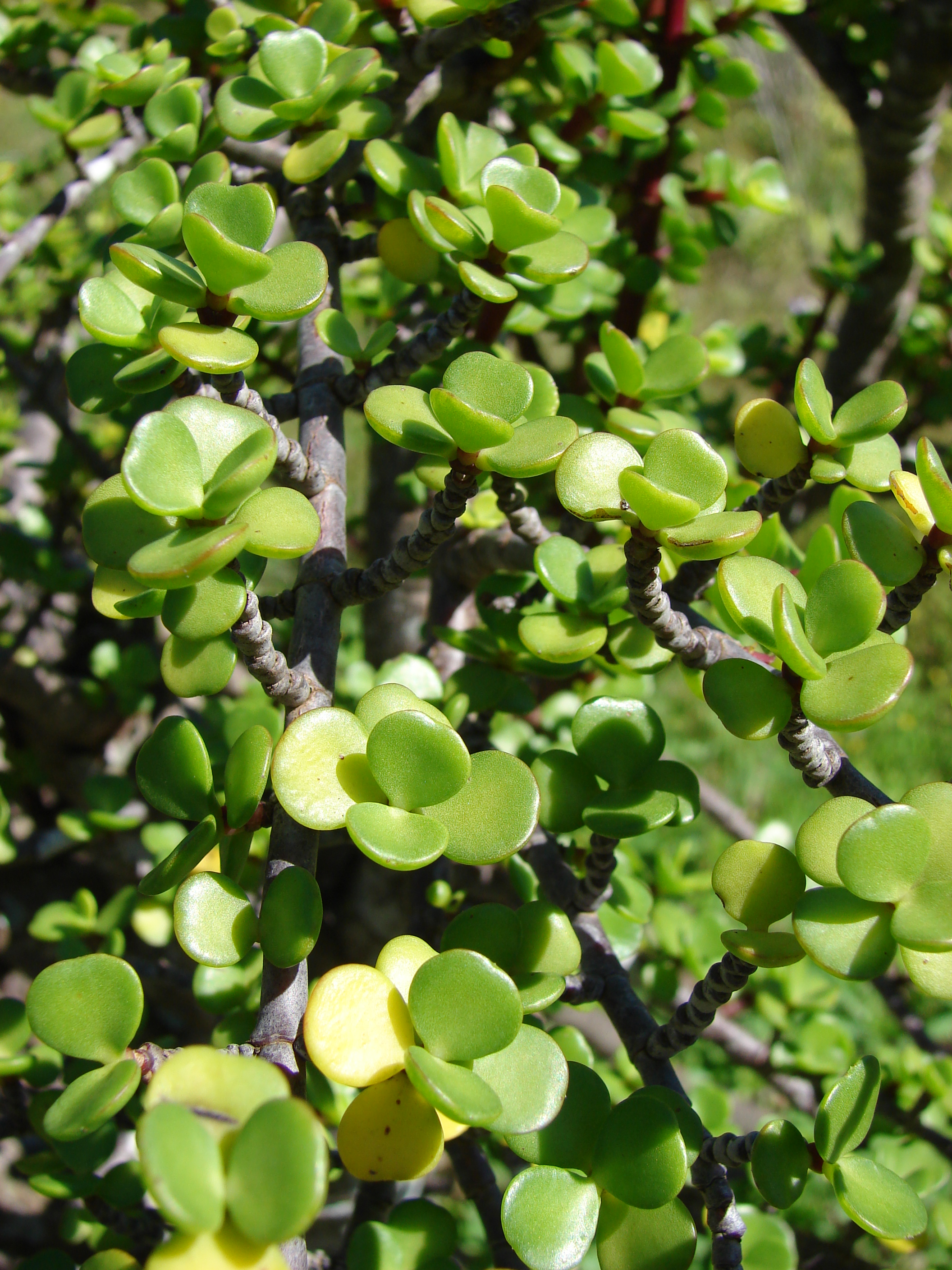
Portulacaria afra, specie onnipresente nella regione

La macchia ospita molte piante endemiche, in particolare varie specie succulente di Euphorbia, e può essere suddivisa in tre settori in base al tipo di habitat predominante. La macchia è più ricca e più fitta nelle vallate dei fiumi in prossimità della costa, dove crescono arbusti spinosi con un sottobosco di piante striscianti e succulente. Procedendo verso l'interno, l'altitudine aumenta e il clima diviene più secco, e la vegetazione si fa quindi meno fitta. Infine, la boscaglia che cresce nelle valli di montagna del nord-ovest è costituita principalmente da Portulacaria afra e dall'albero di giada (Crassula ovata), due succulente, assieme a Lycium austrinum, Pappea capensis, Euclea undulata, Rhigozum obovatum, varie specie di aloe e Schotia afra. Lungo le ecoregioni del fynbos, la macchia di Albany rientra all'interno della Regione floristica del Capo.

## Fauna
Tra gli uccelli presenti in quest'area ricordiamo l'astore nero, l'oriolo testanera e due specie quasi endemiche della regione del Capo, la nettarinia pettoarancio e il lucarino del Capo. Tra i mammiferi è presente una specie quasi endemica, la talpa dorata di Duthie (Chlorotalpa duthieae), e, nelle vallate dell'interno, il parco nazionale degli Elefanti di Addo è la dimora di elefanti (Loxodonta africana), rinoceronti neri (Diceros bicornis) e antilopi quali il tragelafo striato (Tragelaphus scriptus), l'antilope capriolo (Pelea capreolus), la redunca montana (Redunca fulvorufula), l'antilope alcina (Tragelaphus oryx), il kudù maggiore (Tragelaphus strepsiceros), l'alcelafo (Alcelaphus buselaphus), il raficero dalle orecchie nere (Raphicerus melanotis) e il cefalofo di Grimm (Sylvicapra grimmia).

## Conservazione
Una vasta parte della regione è stata convertita in terreni agricoli o depauperata dal pascolo, specialmente delle capre. L'ecoregione è tuttora minacciata, soprattutto nel settore delle valli fluviali in prossimità della costa, che sono inoltre vulnerabili alla deforestazione per fare spazio ad aree urbane e resort turistici. Tra le aree protette ricordiamo il parco nazionale degli Elefanti di Addo vicino a Port Elizabeth, la Groendal Wilderness Area vicino a Uitenhage, lungo lo Swartkops River, e la Baviaanskloof Mega Reserve.